# Zubovskya banatica
Zubovskya banatica är en insektsart som beskrevs av Kis 1965. Zubovskya banatica ingår i släktet Zubovskya och familjen gräshoppor. Inga underarter finns listade i Catalogue of Life.